# 29473 Krejčí
29473 Krejčí là một tiểu hành tinh vành đai chính với chu kỳ quỹ đạo là 1657.1513954 ngày (4.54 năm).
Nó được phát hiện ngày 21 tháng 10 năm 1997.